# Sette secondi più tardi
Sette secondi più tardi (Timeslip) è un film del 1955 diretto da Ken Hughes e basato su un soggetto di Charles Eric Maine per la televisione scritto per la BBC.

## Trama
Uno scienziato viene ritrovato ferito nel Tamigi. Il poveretto è stato vittima di un intrigo internazionale e il suo incidente gli ha lasciato una conseguenza: il suo cervello agisce sette secondi più avanti rispetto agli altri. Un giornalista, interessatosi al suo caso, si mette ad indagare...

## Produzione
Il film venne parzialmente finanziato dai suoi distributori britannici, la Anglo-Amalgamated.

## Curiosità
Nel 1956 il film venne accorciato a 76 minuti di durata e distribuito negli Stati Uniti dalla Columbia Pictures con il titolo The Atomic Man e in doppia programmazione con L'invasione degli ultracorpi.

## Romanzamento
Nel 1957 Charles Eric Maine, già autore del soggetto e della sceneggiatura del film, ha scritto un romanzamento del film intitolato L'uomo isotopo.